# Marek Gancarczyk (piłkarz)
Marek Gancarczyk (ur. 19 lutego 1983 w Grodkowie) – polski piłkarz występujący na pozycji pomocnika.

## Kariera
Swoją seniorską karierę rozpoczął w sezonie 2002/2003 w drużynie MKS Oława. Bronił barw tego klubu przez 2 lata. Następnie związał się z Górnikiem Polkowice, gdzie występował przez 3 sezony. Od sezonu 2007/2008 grał w Śląsku Wrocław. W Ekstraklasie rozegrał 57 spotkań (Stan na 28 kwietnia 2012). Dnia 30 marca 2010 zatrzymany w związku z podejrzeniem o udział w aferze korupcyjnej w polskim futbolu. W rundzie jesiennej w sezonie 2012/2013 piłkarz grał w MKS-ie Oława, w którym rozegrał tylko dwa spotkania. 29 stycznia 2013 roku podpisał kontrakt z SSV Markranstädt.

## Życie osobiste
Brat piłkarzy: Artura, Andrzeja, Janusza, Krzysztofa, Waldemara i Mateusza.